# Cinerama Waldorf
El Cinerama Waldorf va ser una sala d'exhibició cinematogràfica ubicada en el núm. 38 del carrer de Calàbria de Barcelona, inaugurada el 3 de juny de 1966. El 1985 es va convertir en un complex de 4 sales.
Anteriorment es va dir Cine Mistral. Com a tal va obrir les portes l'any 1934.

## Els inicis del cinerama Waldorf
El cinema Waldorf va ser considerat el tercer cinema en incorporar el sistema cinerama constituït pel procediment de les tres càmeres. Aquest sistema es trobava també en el cinema Nuevo del Paral·lel i en el Florida.
L'acte d'inauguració celebrat el 3 de juny de 1966 va ser un èxit per l'assistència de membres del gremi i per la projecció de la pel·lícula La carrera del Siglo del director Blake Edwards. De fet, aquesta mateixa pel·lícula es mantindria en cartellera durant sis mesos després de la inauguració.
Durant la dècada dels seixanta i els setanta destaquen projeccions de pel·lícules de gran popularitat com: El desafio de las águilas, El león en invierno, La venganza de un hombre llamado caballo o La quinta del porro.
Durant els últims anys de la dictadura la tensió social era latent degut a la incertesa política. De fet, la projecció de la pel·lícula Comando Txikia film que feia referència a l'atemptat que havia provocat la mort de l'expresident del govern, Luis Carrero Blanco va generar una gran polèmica. Tant els veïns com el propi cinema van rebre amenaces i doncs, es van veure obligats a retirar la pel·lícula de cartellera.

## El declivi del cinerama Waldorf
L'entrada de la dècada dels vuitanta va evidenciar una baixada d'espectadors. Com a resposta, el cinema va emprendre projectes de col·laboració amb altres sales barcelonines. Com ara va ser el cas de la projecció del llargmetratge El mayor robo del siglo de forma simultània amb el cinema Arcadia i Paladium en octubre de 1979.
Llavors, el cinema va continuar propietat de la familia original y es va signar un acord amb l'empresa Cinesa per la reconversió de la sala motivada per l'enfonsament de la taulada al pati de butaques per la nevada gran de Barcelona. Després d'una remodelació a càrrec de Gilberto López Atalaya es va celebrar la reobertura del cinema Waldorf el 21 de desembre de 1985. Llavors, el cinema es configurava en 4 sales amb una capacitat orientativa de 116 localitats distribuïdes de forma desigual la més gran amb 499 i la més petita amb 125 localitats. El propòsit del canvi d'imatge era fer extensible el cinema a tota mena de públics.
En aquest nova etapa del cinema Waldorf van ser projectades pel·lícules com: Tres solteros y un biberón, El beso de la mujer araña, Muerte entre las flores, ¡Ay, Carmela! i Matrimonio de conveniencia.
Tot i l'esforç posat el cinema Waldorf continuava amb grans problema econòmics que van provocar que es decidís el seu tancament definitiu. De fet, la última sessió es va dur a terme el 30 desembre del 2003. Finalment, l'Ajuntament de Barcelona va establir en el mateix lloc el centre de Serveis Socials de Sant Antoni, l'Arxiu del Districte de l'Eixample i una plaça interior que envoltava els carrers Calàbria, Tamarit, Viladomat i Manso.